# كريس بالا
كريس بالا (بالإنجليزية: Chris Bala)‏ هو لاعب هوكي الجليد أمريكي، ولد في 24 سبتمبر 1978 في الإسكندرية في الولايات المتحدة.

## وصلات خارجية
- كريس بالا على موقع دوري الهوكي الوطني (الإنجليزية)
- كريس بالا على موقع EliteProspects.com (الإنجليزية)
- كريس بالا على موقع HockeyDB.com (الإنجليزية)
- كريس بالا على موقع Hockey-Reference.com (الإنجليزية)